# 君士坦丁九世
君士坦丁九世·莫诺马霍斯（約1000年—1055年1月11日），東羅馬帝国皇帝（1042年－1055年在位）。出身帝国著名的官僚世家莫诺马霍斯家族。
君士坦丁九世是帝都（君士坦丁堡）官僚贵族的代表。他的父亲狄奥多西是巴西尔二世皇帝与君士坦丁八世皇帝在位时的朝中重臣，后来因被怀疑卷入宫廷阴谋而失宠。但君士坦丁依靠与罗曼努斯三世皇帝的侄女的婚姻而再度踏上仕途，并受到当时在位的女皇佐伊的特殊青睐。佐伊的丈夫米海尔四世出于嫉妒将君士坦丁流放；但在米海尔死后，女皇很快将君士坦丁召回（1042年），并选择他为自己的丈夫和共治者。此举受到君士坦丁堡牧首阿历克塞一世的强烈反对，因为两人都是第三次结婚，但皇帝夫妇仍于6月11日举行婚礼（牧首本人缺席）。他们一起统治到1050年佐伊去世为止。
君士坦丁九世即位后马上驱逐了米海尔四世的所有亲信。新皇帝面临着一系列问题，首先是封建贵族和军队的叛乱。由于受到情妇玛丽亚·斯科莱琳娜的谗言影响，君士坦丁九世解除了在意大利的拜占庭将领乔治·马尼亚克的职务，导致后者发动兵变（1042年），造成一场严重危机。马尼亚克宣布自己为皇帝并率军侵入巴尔干，但在与皇帝的军队战斗中伤重身亡，从而结束了这场叛乱。后来在1047年又发生了一场更严重的叛乱：君士坦丁九世的外甥、亚得里亚堡总督利奥·托尔尼基奥斯企图推翻他。托尔尼基奥斯得到了色雷斯封建主集团的支持，并试图进攻君士坦丁堡，但被击退，后来在另一次战斗中被俘。这次叛乱大大削弱了帝国在巴尔干地区的防御力量，导致1048年佩切涅格人入侵该地区，并在此后5年多次进行劫掠，造成很大破坏。
突厥部族（主要是佩切涅格人和塞尔柱人）是君士坦丁九世在位时期最主要的外敌。佩切涅格人从北方骚扰帝国在巴尔干地区的属地，而塞尔柱人则从东方侵袭帝国的小亚细亚领土。由于在1045年吞并了亚美尼亚的基督教小王国，拜占庭的疆域直接与塞尔柱人的国家接壤，双方于1046年第一次发生接触。1048年帝国与塞尔柱人在亚美尼亚发生冲突，但不久即缔结和约。在签订条约之后，君士坦丁九世愚蠢地解散了在亚美尼亚的驻军以节约国家开支，此举对后来帝国亚洲领土的丧失有深远影响。至于佩切涅格人，他们在1048年的入寇之后就对巴尔干造成持续威胁，皇帝曾经尝试分拆佩切涅格人为三部並且迁移他们往東方边境，但遭到佩切涅格人反抗並且引发叛乱，在三次鎮压战战败后，只能採取外交手段和怀柔来缓和局势。结果佩切涅格人被允许居住在巴尔干附近地区，这就使得防御他们更加困难。面对这种情况，君士坦丁九世曾企图获得匈牙利王国的援助。
在国内，君士坦丁九世希望通过讨好帝都贵族（宫廷官僚集团）和大土地所有者来巩固自己的地位。他大幅减少了各省地主和基督教会应缴的税赋，并加速推进国内土地的封建化。在他执政时，各省的实际权力落入高等文官（大法官）的手中。
1054年发生了著名的东西教会大分裂。教宗良九世和君士坦丁堡牧首米海尔·凯鲁拉里乌斯互相开除了对方的教籍，此事被认为是天主教与东正教正式决裂的标志。君士坦丁九世企图介入此事，因为他需要利用教宗来共同对付诺曼人，后者对帝国在南意大利的领土形成了严重威胁；但他突然病倒并于下一年1月去世。佐伊的妹妹狄奥多拉被宣布为新的皇帝。
君士坦丁九世在位时期的一个重要历史事件是拜占庭与罗斯进行了密切交往。1043年，基辅大公智者雅罗斯拉夫派其子弗拉基米尔·雅罗斯拉维奇率领一支舰队进攻君士坦丁堡；罗斯人的舰队被击败了，但却意外地促成了双方的联姻关系。1046年拜占庭与罗斯结盟，后来双方大体上保持友好。君士坦丁九世的女儿（一说为妹妹；一些文献认为其名为安娜斯塔西娅，另一些则认为为玛丽）与雅罗斯拉夫之子弗谢沃洛德·雅罗斯拉维奇（后来获得了大公公位）结婚。这对夫妇的儿子就是著名的弗拉基米尔·莫诺马赫，他继承了外祖父君士坦丁九世的族姓“莫诺马霍斯”。

## 资料来源
- The Oxford Dictionary of Byzantium, Oxford University Press, 1991.
- 苏联历史百科全书·人物卷

| 君士坦丁九世 馬其頓王朝出生于：1000年逝世於：1055年1月11日 | 君士坦丁九世 馬其頓王朝出生于：1000年逝世於：1055年1月11日                                                  | 君士坦丁九世 馬其頓王朝出生于：1000年逝世於：1055年1月11日 |
| ---------------------------------------------------------- | --- | ---------------------------------------------------------- |
| 前任： 米海尔五世                                          | 拜占庭帝国皇帝 1042年－1055年 與佐伊女皇共治同時在任 （1042年－1050年） 狄奥多拉女皇共治 （1042年－1055年） | 繼任： 狄奥多拉                                            |